# Andreasplatz (Hildesheim)
Der Andreasplatz in Hildesheim ist der Platz um die Hildesheimer Andreaskirche. Der Teil nördlich der Kirche wird bedarfsweise als Ausweichstandort für den Wochenmarkt und den Weihnachtsmarkt genutzt. Der Platz befindet sich im Eigentum der evangelisch-lutherischen St.-Andreas-Gemeinde, ist jedoch öffentlich zugänglich.

## Geschichte

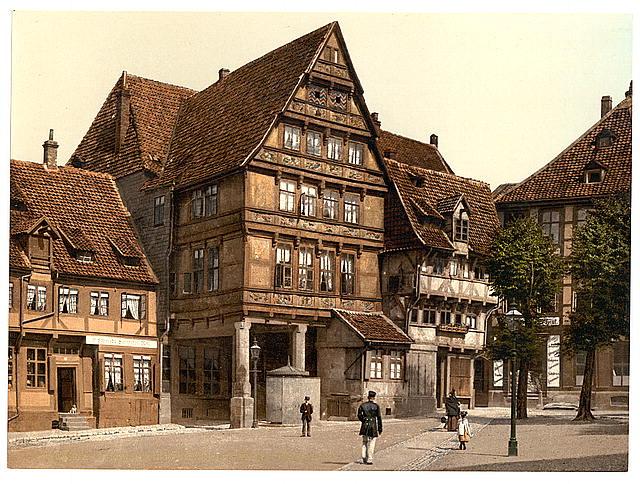
Andreasplatz zwischen 1890 und 1900, mittig Pfeilerhaus, rechts daneben Umgestülpter Zuckerhut

Der Platz war von ca. 1000 bis 1250 Marktplatz der Altstadt Hildesheim. Zuvor hatte sich das wirtschaftliche Zentrum am Alten Markt befunden. Dieses wanderte schließlich noch weiter ostwärts zum heutigen Marktplatz, an dem das jetzige Rathaus entstand; ab ca. 1300 wurde er daher auch Lutkemarkt genannt. Bis 1810 wurde der Platz auch als Friedhof genutzt. Von 1195 bis 1871 hieß er daher offiziell Andreas-Kirchhof.
Der Umgestülpte Zuckerhut wurde beim Bombenangriff auf Hildesheim am 22. März 1945 ebenso zerstört wie das Trinitatis-Hospital und das Pfeilerhaus. Die Alte Münze wurde im Zuge des Wiederaufbaus um ein Stockwerk erhöht. Der Umgestülpte Zuckerhut wurde 2009–2010 rekonstruiert. Auf der Südseite des Platzes erinnert der Bugenhagenbrunnen an die Einführung der Reformation in Hildesheim 1542 durch Johannes Bugenhagen. Seit 2015 befindet sich auf der Nordseite die Skulptur des Wortes.